# Грин, Кай
Ле́cли Кай Грин (англ. Leslie Kai Greene или англ. Kai L. Greene; род. 12 июля 1975 года, Бруклин, Нью-Йорк, США), более известный, как Кай Грин, — профессиональный культурист, художник и актёр.

## Биография

### Ранние годы
Кай Грин родился 12 июля 1975 года в Бруклине, Нью-Йорк. В детстве из-за проблемной обстановки в семье его отдали под опеку государства. Из-за частых переездов его приёмные родители постоянно менялись. Чтобы избавиться от гнетущей обстановки, Кай начал заниматься бодибилдингом.
В школе заметили его хорошее телосложение, и преподаватели решили отправить Кая на соревнования.
Зная, что я мог бы превзойти моих сверстников и блеснуть красивой фигурой, я с головой ушел в бодибилдинг и скоро вышел за привычные рамки и стандарты спортсменов моего возраста.

### Карьера культуриста
В 1997 году Кай попытался получить профессиональный статус в Международной Федерации Бодибилдеров (англ. International Federaion of Bodybuilders, IFBB). Он выяснил, что ему необходимо пройти подготовку через любительскую организацию «NPC» (англ. National Physique Committee).
Кай решил приобрести профессиональный статус через Любительское Первенство Мира (англ. Amateur World Championship). В 1999 году Кай Грин был приглашён на чемпионат мира в Братиславе, Словакия. Узнав о том, что он занял четвёртое место на чемпионате, Кай сделал перерыв в своей карьере на четыре года.
В 2004 году Кай Грин заявил, что он возвращается в бодибилдинг.
Через какое-то время он поехал в Нью-Йорк на соревнования в центр Tribeca Performing Arts. В августе того же года по единогласному решению судей атлет стал участником первенства в тяжёлом весе и получил профессиональный статус. В 2016 году в Коламбусе одержал победу в конкурсе «Арнольд классик» в «Абсолютной категории». Приз за первое место составил 130 тыс. долларов.

## Участие в чемпионатах
По состоянию на 2016 год Грин является трёхкратным победителем конкурса «Арнольд классик».
| Год  | Соревнования       | Место |
| ---- | ------------------ | ----- |
| 2016 | Арнольд Классик    | 1     |
| 2014 | Мистер Олимпия     | 2     |
| 2013 | Мистер Олимпия     | 2     |
| 2012 | Мистер Олимпия     | 2     |
| 2011 | Мистер Олимпия     | 3     |
| 2010 | Мистер Олимпия     | 7     |
| 2010 | Арнольд Классик    | 1     |
| 2009 | Мистер Олимпия     | 4     |
| 2009 | Арнольд Классик    | 1     |
| 2009 | Гран При Австралия | 1     |
| 2008 | Нью-Йорк Про       | 1     |
| 2008 | Арнольд Классик    | 3     |
| 2007 | Колорадо Про       | 1     |
| 2007 | Кейстоун Про       | 3     |
| 2007 | Нью-Йорк Про       | 6     |
| 2006 | Нью-Йорк Про       | 18    |
| 2006 | Колорадо Про       | 14    |
| 2005 | Нью-Йорк Про       | 14    |

## Фильмография
| Год  | Название             | Роль    |
| ---- | -------------------- | ------- |
| 2016 | Очень странные дела  | Фаншайн |
| 2017 | Железное поколение 2 | камео   |
| 2013 | Железное поколение   | камео   |

## Актер
Грин исполнил роль мужчины-стриптизера в комедийном фильме 2015 года «Колледж долгов». В ноябре 2016 года он отправился в китайскую провинцию Гуйчжоу, чтобы начать сниматься в фильме о боевых искусствах «Безумный кулак», выход которого запланирован на 2018 год. Он сыграет злодея, который сражается с главным героем на арене во вступительной части фильма. В январе 2017 года было объявлено, что Грин подписал контракт с агентством Герша. Он сыграл персонажа с названием «Funshine» во втором сезоне научно-фантастического сериала Netflix Очень странные дела.

## Искусство
Грин - заядлый художник, который часто создает автопортреты, чтобы помочь себе построить и поддерживать своё идеальное телосложение. В августе 2011 года он представил некоторые из своих работ публике; на выставке он заявил: «Как профессиональный культурист, я скульптор-мастер. Художественный показ заставил меня понять, что я всегда был художником: мой медиум - человеческое телосложение. Моя жизнь - это то, что я делаю, просто как искусство, которое я создал на холсте и на сцене. Этот художественный показ делает такое утверждение. Я отмечаю некоторые личные достижения и мое собственное художественное выражение».